# 알렉산데르 달레 오엔
알렉산데르 달레 오엔(Alexander Dale Oen, 1985년 5월 21일 ~ 2012년 4월 30일)은 노르웨이의 수영 선수이다. 2008년 유럽 수영 선수권 대회에서 금메달을 획득했으며, 역대 노르웨이의 수영 선수 중 최초로 장거리 대회에서 메달을 획득한 선수가 되었다.
2005년 세계 수영 선수권 대회에 출전해 평영 100 미터에서 7위를 차지해 두각을 나타내었으며, 같은 해 12월에 열린 유럽 단거리 챔피언십에서 59.05초를 기록해 4위를 차지하였다. 동시에 노르웨이 신기록을 작성했으며, 역대 노르웨이 선수들 중 최초로 1분 이내로 완주한 선수로 등극하였다. 2달 뒤에 열린 노르웨이 단거리 챔피언십에서 58.81초를 기록하며 자신의 기록을 더욱 단축시켰으며, 그 해 세계 촤고 기록을 작성하였다.
2012년 4월 30일 미국 애리조나주에 있는 노던 애리조나 대학교의 수영 센터에서 전지훈련을 하던 도중 훈련을 마치고 자신의 방에 있는 욕실에서 샤워를 하다 만성적인 관상동맥질환으로 인한 심근 경색으로 쓰러졌으며, 이후 동료들에게 발견되어 심폐소생술을 실시한 뒤 플래그스태프 의료 센터로 옮겨졌으나 두 시간 뒤 사망했다.